# Mondayfloden
Mondayfloden (Spanska: Río Monday) är en flod i östra Paraguay som är en biflod till Paranáfloden. Huvudfåran är ca 170 km lång och avrinningsområdets yta är 7023 km². Den mynnar ut i Paraná vid staden Presidente Franco, söder om Ciudad del Este. Före mynningen faller floden brant och bildar över 40 meter höga vattenfall.